# Ngeling
Ngeling is een bestuurslaag in het regentschap Jepara van de provincie Midden-Java, Indonesië. Ngeling telt 7290 inwoners (volkstelling 2010).